# Малина обыкновенная
Мали́на обыкнове́нная (лат. Rúbus idáeus) — полукустарник; вид рода Малина семейства Розовые (Rosaceae). Популярная ягодная культура.

## Ботаническое описание
Малина обыкновенная — листопадный полукустарник с многолетним корневищем, из которого развиваются двухгодичные надземные стебли высотой 1,5—2,5 м.
Корневище извилистое, деревянистое, с множественными придаточными корнями, образующими мощную разветвлённую систему.
Стебли прямостоячие. Побеги первого года травянистые, зелёные с сизым налётом, сочные, покрыты тонкими, обычно частыми миниатюрными шипами. На второй год побеги деревенеют и приобретают коричневый цвет, сразу после плодоношения засыхают, но из того же корня на следующий год вырастают новые стебли.
Листья овальные, очерёдные, черешковые, сложные, с 3—7 яйцевидными листочками, сверху тёмно-зелёные, снизу беловатые, опушены мелкими волосками.
Цветки белые, около 1 см в поперечнике, собраны в небольшие кистевидные соцветия, располагаются на верхушках стеблей или в пазухах листьев. Лепестки короче долей чашечки. В средней полосе России малина цветёт с июня по июль, иногда вплоть до августа.
Плоды представляют собой небольшие волосистые костянки, сросшиеся на цветоложе в сложный плод. Плоды, как правило, красного цвета (от розового до насыщенного бордового), однако встречаются сорта жёлтого и даже чёрного цвета (ежевикообразные). Плоды появляются обычно на второй год. В первый год на побегах замещения в пазухах листьев только закладываются две цветковые почки, из которых на второй год отрастают плодовые веточки. В южных районах плоды появляются и на побегах первого года в середине осени. Существуют также ремонтантные сорта малины, адаптированные к условиям средней полосы России, способные плодоносить на побегах первого года.

## Распространение и экология
Растёт по вырубкам, лесам, кустарникам, берегам рек. Часто разводится в садах.

## Химический состав
Плоды содержат до 11 % сахаров (глюкозу, фруктозу, пентозу), следы эфирного масла, пектиновые и белковые вещества, слизь; витамины C, A, B; 1—2 % органических кислот (яблочная, лимонная, винная, салициловая и др.), спирты (винный, изоамиловый), кетоны (ацетоин, диацетил, β-ионон), антоциан цианин, катехины (d-катехин, l-эпигаллокатехин); до 0,3 % дубильных веществ.
Семена содержат до 22 % жирного масла.

## Хозяйственное значение и использование

### В медицине
В качестве лекарственного сырья используют плод малины (лат. Fructus Rubi idaei). Плоды собирают зрелыми, без цветоножек и цветоложа. Сушат после предварительного провяливания в сушилках при температуре 50—60° С, разложив сырьё тонким слоем на ткани или бумаге. В медицине сушёные плоды употребляются как потогонное средство, сироп — для улучшения вкуса микстур.
В народной медицине используются плоды и листья при простуде, гриппе, как жаропонижающее и потогонное средство.

### В косметологии
В косметологии используется масло малиновой косточки (масло из семян малины), добываемое с помощью первого холодного отжима без последующего рафинирования. Такое масло подходит для всех типов кожи лица, в том числе зоны вокруг глаз и кожи губ, для декольте и кожи рук (кутикул и ногтей), а так же для волос.

### Другое
Медоносное растение. Благодаря тому, что цветок малины опрокинут вниз, пчела, извлекающая нектар, находится как бы под естественным навесом и может работать даже во время мелкого тёплого дождя. Из нектара, собранного с 1 га цветущей лесной малины, пчёлы получают 70 кг мёда, а с 1 га садовой малины — 50 кг. В местах обильного распространения в Западной Сибири контрольный улей показывал привесы по 3—4 кг в день. Малиновый мёд содержит 41,34 % левулёзы и 33,57 % глюкозы, обладает приятным запахом и вкусом. Пчёлы, собирая нектар, увеличивают урожайность малины на 60—100 %.
Летние плоды — излюбленный корм медведя. Ягоды в августе и сентябре поедаются рябчиком. Поедается маралами и крупно рогатым скотом, козами, овцами, иногда свиньями, лошади не едят.

### В питании человека
Плоды малины употребляют как свежими, так и замороженными или используют для приготовления варенья, желе, мармелада, соков, а также ягодного пюре. Малиновые вина, наливки, настойки, ликёры обладают высокими вкусовыми качествами.
Листья могут служить заменителем чая. Их сминают руками, листья выделяют сок и чернеют, а затем их сушат на печи.
Мировое производство плодов
Лидером по выращиванию малины на мировом рынке является Россия.
| Страна         | 1985 | 1995 | 2012 | 2014 | 2015 | 2016 | 2017 |
| -------------- | ---- | ---- | ---- | ---- | ---- | ---- | ---- |
| Россия         | 12   | 86   | 210  | 144  | 138  | 165  | 146  |
| Сербия         | -    | 53   | 90   | 62   | 97   | 113  | 110  |
| США            | 14   | 32   | 62   | 104  | 119  | 122  | 106  |
| Польша         | 38   | 40   | 38   | 126  | 80   | 129  | 104  |
| Германия       | 26   | 27   | 20   | 6    | 6    | 6    | 6    |
| Украина        | 0    | 8    | 20   | 31   | 31   | 32   | 34   |
| Канада         | 15   | 20   | 13   | 12   | 11   | 12   | 10   |
| Великобритания | 23   | 11   | 11   | 18   | 18   | 15   | 17   |
| Венгрия        | 26   | 18   | 10   | 2    | 2    | 1    | 2    |
| Франция        | 6    | 7    | 8    | 5    | 4    | 4    | 4    |

Некоторые сорта
Культурные сорта малины известны с XVI века.
- «890—20». Селекция НИИ садоводства Сибири им. М. А. Лисавенко. Куст до одного метра, побеги прочные, шипов нет. Плоды крупные, до 5 г, круглой формы, ярко-красные, очень сладкие, десертного вкуса. Сорт среднепозднего срока созревания.
- «Бальзам» = ('Ньюбург' × 'Рубин болгарский'). Куст до 1,8 метра высотой, прямостоячий, раскидистый. Плоды 2,5—2,8 г, ширококонические, плотные, тёмно-пурпуровые, с хорошо отделяемой плодоножкой, хорошего вкуса. Сорт среднераннего срока созревания, зимостойкий. Урожайность до 2,2 кг с куста.
- «Блестящая» = ('Кумберленд' × 'Моллинг Ландмарк'). Селекция НИИ садоводства Сибири им. М. А. Лисавенко. Высота куста 1,3—1,5 метра. Побеги среднемощные, гибкие, с поникающей верхушкой. Шипы только в нижней части. Плоды крупные 2,6—5,6 г, плотные, чёрные, блестящие, приятного кисло-сладкого вкуса. Сорт самоплодный, среднераннего срока созревания, с растянутым плодоношением, среднеурожайный, зимостойкий, засухоустойчивый. Устойчивость к грибным болезням и вредителям высокая.
- «Гусар» Казаков И. В., ранний сорт универсального назначения.
- «Желтоплодная». Куст средне высокорослый, ближе к мощным, полураскидистый с многочисленными побегами. Плоды жёлтого цвета, среднекрупные, округло-продолговатые (от 2,0 до 3,6 г.) Сорт среднераннего срока созревания. Зимостоек, не поражается грибными болезнями и малинным клещом. Происхождение: сеянец «Обыкновенной из Никольска».
- «Скромница» Казаков И. В., сорт среднего срока созревания, универсального назначения.
- «Патриция» Кичина В. В., 1992 — крупноплодный сорт.

Ремонтантная малина — группа сортов малины, отличающихся способностью плодоносить как на двухлетних, так и на однолетних побегах.
- «Бабье лето» = ('Костинбродская' × 'Новость Кузьмина'). Высота куста 1—1,5 метра, побеги прямостоячие, слабораскидистые, с шиповатыми, сильно ветвящимися побегами средней толщины. Плоды среднекрупные 2,1—3,0 г, усечённо-конической формы, красные, хорошего качества, освежающего вкуса, размещены по всей длине боковых разветвлений. Дегустационная оценка 4,5 балла. Плоды пригодны для замораживания. Зимостойкий, ремонтантный сорт среднепозднего срока созревания (вторая декада августа), урожайность средняя (около 1 кг с куста).
- «Бриллиантовая» Казаков И. В., ремонтантный сорт.
- «Журавлик» Казаков И. В., ремонтантный сорт универсального назначения.

Вредители
Повреждения побегов
- Pennisetia hylaeiformis Lasp. (syn. Bembecia hylaeiformis) — Малинная стеклянница. Бабочка с контрастно окрашенным синевато-чёрным телом, с прозрачными стекловидными крыльями, несколько напоминает осу. Куколка коричневая. Длина гусениц до 30 мм. Гусеницы зимуют внутри стеблей у их основания. С весны активно питаются, выедая их сердцевину. Закончив развитие, внутри ходов превращаются в куколок, предварительно проделав несколько отверстий для выхода бабочек. Бабочки появляются в июне — июле и откладывают яйца на почву около оснований стеблей. Вышедшие из яиц гусеницы вгрызаются в стебли и корни, вызывая на них вздутия. Повреждённые стебли слабо плодоносят, подсыхают, надламываются у основания.
В качестве профилактики рекомендуется тщательная низкая вырезка и сжигание повреждённых и увядших побегов и своевременное удаление отплодоносивших стеблей[13].

Распространение: Амурская область, юг Хабаровского края, Сахалинская область, Приморский край; лесная и лесостепная зоны. — Умеренная Евразия.
- Chortophila dentiens Pand. — Малинная стеблевая муха[15]
- Resseliella theobaldi Barnes — Малинная побеговая галлица[16]
- Macropsis fuscula Zett. Этот вид цикадок проводит зиму в стадии яйца внутри тканей стеблей около боковых почек на культурной и дикой малине, является переносчиком вируса израстания[17]

Повреждения бутонов
- Anthonomus rubi Hbst. — Долгоносик малинно-земляничный[18]

Повреждения плодов
- Byturus tomentosus — Малиновый, или малинный жук. Взрослые жуки и личинки повреждают ягоды и цветки. Жуки зимуют в почве на глубине 5—10 см вблизи кустов малины. По окончании зимовки питаются тычинками и пестиками цветков разных растений, а затем переходят на малину, поедая молодые листья и выгрызая содержимое бутонов. Яйцекладка осуществляется на молодые листочки, а затем в распускающиеся цветки. Личинки питаются плодоложем, а иногда и костянками, отчего в обиходе ягоды называют «червивыми». Окукливание личинок происходит в почве[19].
- Lampronia corticella L. (syn. Lampronia rubiella Bjerkander) — Моль продоксидовая малинная. Передние крылья 5—7 мм длиной, серо-коричневые с фиолетовым отливом, украшены золотисто-жёлтыми пятнами разной величины, из которых два наиболее крупных примыкают к заднему краю. Усики короткие. Евразийский лесной вид. Бабочки летают днём, в конце июня и июле. Гусеницы обитают на малине[20].

Повреждения почек
- Incurvaria rubiella Bjerk. — Малинная почковая моль. Маленькая ночная бабочка с жёлтой головой. В размахе крыльев 11—14 мм. Передние крылья пурпурно-коричневые, блестящие с жёлтыми крапинками. Задние крылья серые с чёрной серебристой бахромой. Зимует в стадии гусеницы в маленьких белых плотных коконах под отставшей корой старых стеблей малины, в пеньках или на поверхности почвы. Ранней весной гусеницы выходят из коконов и проникают в почки малины. Повреждённые почки засыхают, развиваются лишь единичные листочки. Питаясь содержимым почки, гусеница прогрызает ход до середины побега. Закончив питание, окукливается в середине побега или внутри почки. Куколки коричневые, 5—8 мм. Через несколько дней из куколок выходят бабочки. Лёт происходит в период цветения малины. Яйца откладываются по одному в каждый цветок. Гусеницы питаются плодоложем ягод до начала их созревания, а затем прекращают развитие, спускаются к основанию побегов и впадают в диапаузу[21].

Повреждения листьев
- Tetranychus urticae C.L.Koch — Обыкновенный паутинный клещ[22]
- Eriophyes gracilis Nal. — Малинный клещ. В период распускания почек этот вид клещей можно обнаружить на нижней стороне листьев. При сильном скоплении клещей лист покрывается бледно-зелёными маслянистыми пятнами, форма листа становится уродливой. Взрослые самки зимуют под чешуйками почек[19].
- Amphorophora rubi Kalt. — Листовая тля
- Aphis idaei — Малинная тля. Тело яйцевидное, длиной 1,8—2,1 мм. Светлая, желтовато-зелёная, зеленовато-белая. Трубочки и хвостик светлые. Усики достигают ½ длины тела. Поселяется на нижней стороне листа. Заметной деформации листьев не вызывает. Встречается в июне — августе[23].

Повреждения корней
- Tipula paludosa

## В культуре
- В русском фольклоре малина (символ сладкой привольной жизни — Не жизнь, а малина) — антипод калины (символ обманчивой красоты, горькой доли, неволи): чужбина — калина, родина — малина. Родина-малина — это воля, свобода, широкое и открытое пространство без конца и края, что соответствует представлениям русских о хорошей, настоящей жизни, а чужбина-калина — обманчиво красивая жизнь, оборачивающаяся горькой неволей[24].
- На воровском жаргоне слово «малина» означает притон[25]. В этом значении образ малины вошёл в текст песни «Мурка». Однако существует версия, что образ малины как притона возник под влиянием русификации еврейского обозначения гостиницы малон[26] — от ивритского melina («бункер, убежище, укрытие») или meluna («конура») через идиш[27]
- Роман немецкой писательницы Ингеборг Бахман носит название «Малина».
- Малина упоминается в некоторых известных песнях на русском языке: «Калинка-Малинка» — второе название песни «Калинка», долгое время считавшейся народной; «Ягода малина» — песня, музыка В. Добрынина, стихи М. Пляцковского в исполнении В. Легкоступовой.

## Классификация

### Таксономическое положение
- Rubus idaeus L., 1753, Sp. Pl. : 492

Вид Малина обыкновенная включается в род Малина (Rubus) семейства Розовые (Rosaceae) порядка Розоцветные (Rosales), последовательно входящего в более крупные клады Фабиды → Розиды → Суперрозиды → Эвдикоты → Цветковые растения. Таксономическая схема в соответствии с Системой APG IV по состоянию на июнь 2024 года:
|  |                          |  |                                   |                                   |                   |  | еще 8 семейств | еще 8 семейств |                         |  |                         |  | еще 1 802 подтвержденных вида и 4 889 видов, ожидающих подтверждения | еще 1 802 подтвержденных вида и 4 889 видов, ожидающих подтверждения |  |
|  |                          |  |                                   |                                   |                   |  | еще 8 семейств | еще 8 семейств |                         |  |                         |  | еще 1 802 подтвержденных вида и 4 889 видов, ожидающих подтверждения | еще 1 802 подтвержденных вида и 4 889 видов, ожидающих подтверждения |  |
|  |                          |  |                                   | порядок Розоцветные               |                   |  |                |                | род Малина              |  |                         |  |                                                                      |                                                                      |  |
|  |                          |  |                                   | порядок Розоцветные               |                   |  |                |                | род Малина              |  | 3 внутривидовых таксона |  |                                                                      |                                                                      |  |
|  | клада Цветковые растения |  |                                   |                                   | семейство Розовые |  |                |                | вид Малина обыкновенная |  |                         |  |                                                                      |                                                                      |  |
|  | клада Цветковые растения |  |                                   |                                   |                   |  |                |                |                         |  |                         |  |                                                                      |                                                                      |  |
|  |                          |  | ещё 63 порядка цветковых растений | ещё 63 порядка цветковых растений |                   |  |                | еще 116 родов  | еще 116 родов           |  |                         |  |                                                                      |                                                                      |  |
|  |                          |  |                                   | ещё 63 порядка цветковых растений |                   |  |                |                | еще 116 родов           |  |                         |  |                                                                      |                                                                      |  |

### Внутривидовые таксоны
- Rubus idaeus f. sterilis (Kóhler) Focke
- Rubus idaeus subsp. idaeus
- Rubus idaeus subsp. strigosus (Michx.) Focke

## Синонимы
- Batidaea idea (L.) Nieuwl.
- Batidaea peramoena Greene
- Rubus diamantina H.Lév.
- Rubus fragrans Salisb.
- Rubus glaber Mill. ex Simonk.
- Rubus idaeus f. idaeus
- Rubus idaeus var. caudatus (B.L.Rob.) Fernald
- Rubus idaeus var. idaeus
- Rubus idaeus var. matsumurianus (H.Lév. & Vaniot) Nakai
- Rubus idaeus var. matsumurianus (H.Lév. & Vaniot) Koidz.
- Rubus idaeus var. obtusifolius (Willd.) Focke
- Rubus vulgatus Rozanova